# 奥斯卡·奥斯汀号驱逐舰
奥斯卡·奥斯汀号驱逐舰（USS Oscar Austin (DDG-79)）是美国海军阿利·伯克级驱逐舰的第二十九艘，以海军陆战队一等兵奥斯卡·P·奥斯汀命名。
奥斯卡·奥斯汀号驱逐舰于1997年10月9日在缅因州巴斯的巴斯钢铁厂安放龙骨，1998年11月7日下水，2000年8月19日服役。